# André Marie Édouard Vilfeu
André Vilfeu est un homme politique français né le 25 septembre 1850 à Laval (Mayenne) et décédé le 30 mars 1896 au Mans (Sarthe).
Magistrat à Laval puis au Mans, il démissionne en 1879 pour devenir avocat. Conseiller municipal du Mans, il est député boulangiste de la Sarthe de 1889 à 1893. 

## Sources
- « André Marie Édouard Vilfeu », dans le Dictionnaire des parlementaires français (1889-1940), sous la direction de Jean Jolly, PUF, 1960 [détail de l’édition]